# Kentaur

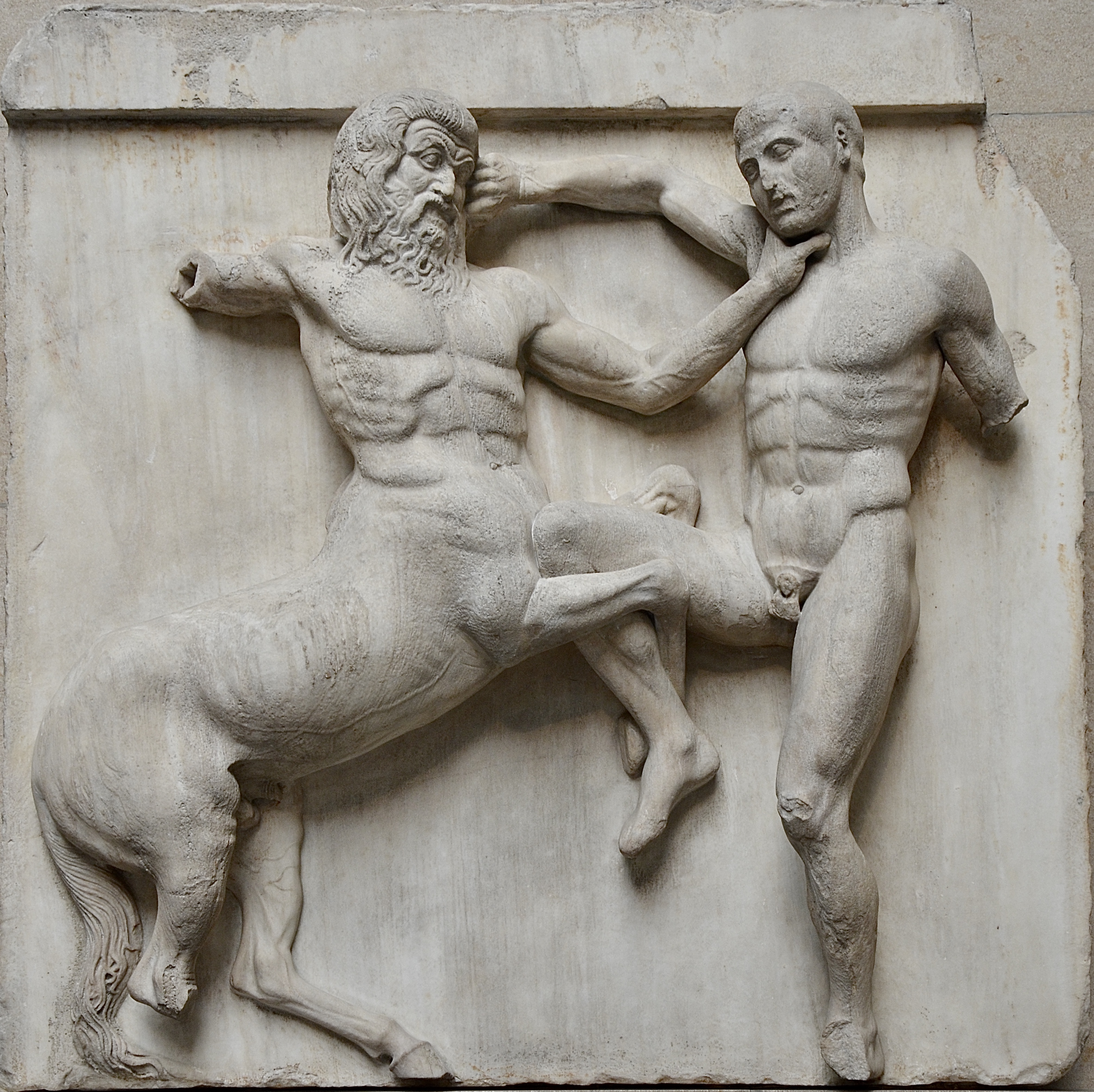
Kampf eines Kentauren gegen einen Lapithen am Parthenon in Athen (um 435 v. Chr.)

Kentaur im Kampf gegen Raubkatzen (Ausschnitt)
(Mosaik aus der Villa Hadriana bei Tivoli, 118–138 n. Chr., Altes Museum, Berlin)

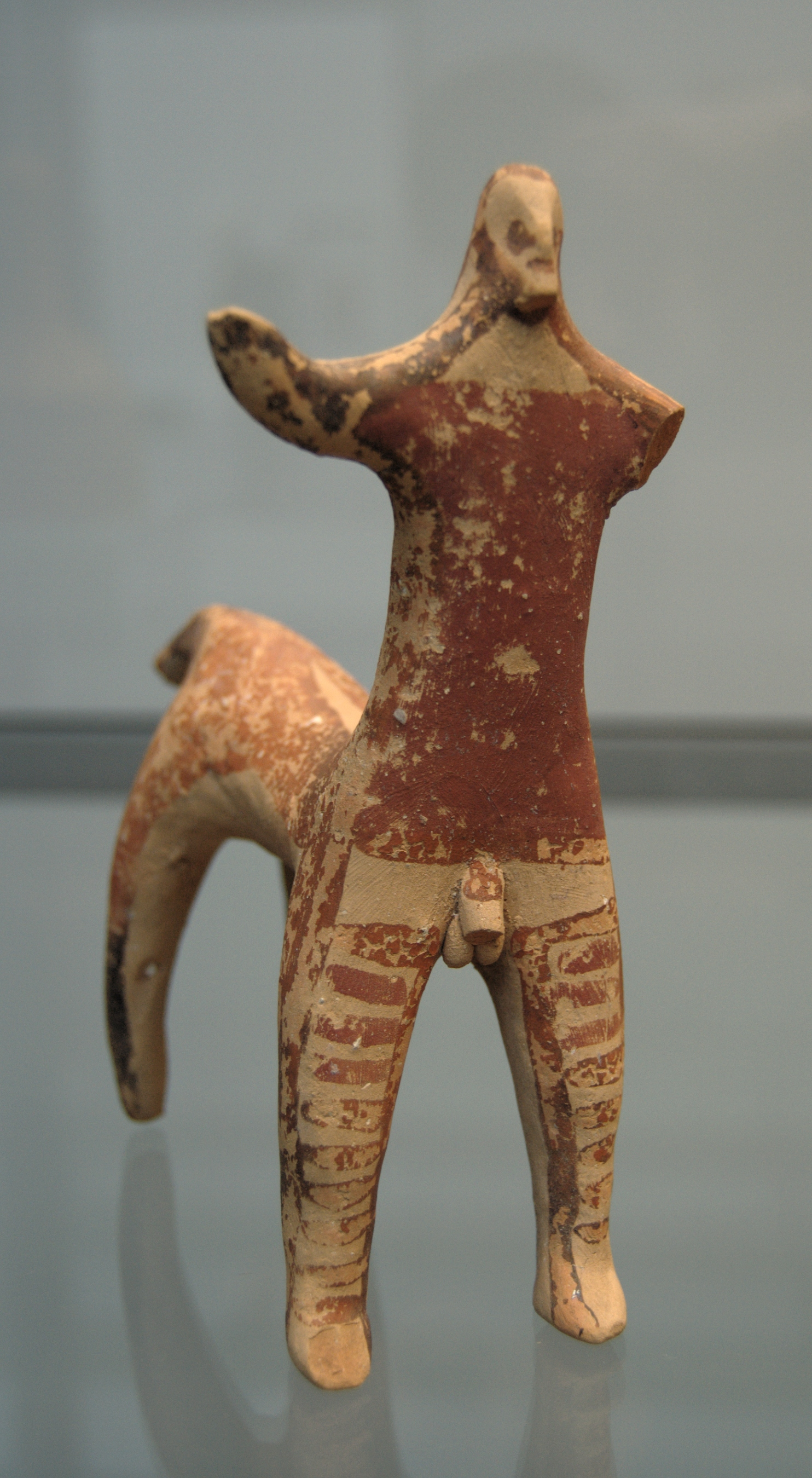
Kentaur (Terrakotta, Staatliche Antikensammlungen, München, 8. Jh. v. Chr.)
Unüblicherweise sind die Genitalien hier bei den Vorder- und nicht bei den Hinterläufen.

Ein Kentaur (altgriechisch Κένταυρος Kéntauros, latinisiert Centaurus) oder Zentaur ist ein Mischwesen der griechischen Mythologie aus Pferd und Mensch.

## Mythos
Die Kentauren sollen von Ixion, dem König der Lapithen in Thessalien, und einer Wolke (griechisch Nephele) abstammen, der Hera auf den Rat des Zeus ihre Gestalt gegeben hatte, als der betrunkene Ixion sie bei einem Gelage der Götter belästigte. Als Ixion das Trugbild „anstach“, zeugte er damit entweder einen Bastard, den Kentauros, der sich später mit den Stuten Magnesias paarte und damit die Kentauren schuf, oder aber die Kentauren entstanden direkt aus dieser Wolke.
Dementsprechend werden die Kentauren als unbeherrschtes und lüsternes Volk bezeichnet, ganz im Gegensatz zu den Lapithen, die nach älterer Auffassung als Sturmdämonen beziehungsweise als Personifikationen des Sturms galten, und deren König Peirithoos von so edler Gestalt war, dass er den ebenso edlen Theseus für eine lebenslange Freundschaft gewinnen konnte.
Der Name „Kentaur“ wird unterschiedlich hergeleitet. Seine Deutung als Kombination von „ich steche“ (griechisch κεντῶ kentṓ) und „Stier“ (ταῦρος taúros) soll darauf zurückzuführen sein, dass berittene Bewohner des Dorfes Nephele die Rinder des Ixion mit Speeren töteten, weswegen sie als „Kentauren von Nephele“ bezeichnet wurden. Die Kombination von „ich steche“ und „Wolke“ ist eine ebenfalls mögliche etymologische Deutung, weil Ixion in eine Wolke „gestochen“ hat.
Des Weiteren wird das Wort „Kentaur“ vom lateinischen centuria (etwa „hundertköpfige Kriegsbande“) abgeleitet. Eine Herkunft aus dem Sanskritwort gandharva wird ebenfalls diskutiert. Es bezeichnet altindische niedere Gottheiten, die in Aussehen und Charaktereigenschaften mit den Kentauren verwandt sind.
Die Kentauren waren die Erzfeinde der Lapithen und wurden von diesen aus Thessalien auf die Peloponnes vertrieben, als sich die Zentauren bei der Hochzeit des Königs der Lapithen, Peirithoos, „vom Wein erhitzt“ über deren Frauen hermachten (Kentauromachie). Der berühmteste Kentaur, Cheiron, stammt nicht von dem Lapithenkönig Ixion, sondern von dem Titanen Kronos ab; er war als einziger Kentaur nicht brutal und lüstern, sondern weise und gütig. Er verstand sich auf die Jagd und die Heilkunde und soll viele griechische Helden erzogen haben, etwa Achilleus und Asklepios. Der Sage nach wurde Cheiron von Zeus in ein Sternbild verwandelt.

## Kentauren und Namen
Während der Name der Spezies „Kentaur“ selbst „noch nicht mit überzeugender Sicherheit erklärt worden ist,“ lässt sich über ihre Eigennamen eine Menge sagen. In ihnen spiegeln sich wider sowohl die ursprünglich naturbezogenen Pferdemenschen, als auch die später von den antiken Autoren dazu erfundenen anthropomorphen Ergänzungskentauren. Einige Namen passen nicht in diese Kategorien. Beispiele: Astylos, Echecles, Eurynomos, Hodites, Medon, Thereus.

### Naturbezug
Ursprünglich sind die Kentauren Personifikationen der aus den hohen Bergen herabstürzenden Gewässer, die in ihrer unbändigen Kraft und mit Getöse Geröll und Bäume ins Tal und in die Ebene mitreißen. Sie wohnen in Bergwäldern, in Höhlen und kämpfen ihrer Flussnatur gemäß mit Felsbrocken und Bäumen. Dazu passt ihr Aussehen, denn sie „haben die Gestalt von Rossen, die von jeher Symbole der sich gleichsam bäumenden Meereswogen oder schnellfließenden Ströme und Quellen gewesen sind.“
Aus diesen Vorstellungen lassen sich viele althergebrachten Namen erklären, die ihre naturbezogenen Funktionen – Fluss, Wasser, Ross, Wald, Höhlen, Lärm, Rauschen – widerspiegeln. Beispiele: Abas, Argeios, Bromos, Chromis, Chthonios, Clanis, Daphnis, Dryalus, Elymus, Erygdupus, Eurytion/Eurytus, Hippasos, Hylaeus, Hyles, Hylonome, Kyllaros, Nessos, Oureios, Petraeus, Phlegraeus, Pholos, Rhoetus, Teleboas.

### Anthropomorphismen
Später wurden von den antiken Autoren neue anthropomorphe Kentaurengestalten hinzuerfunden, „deren Namen und Eigenschaften nur noch entfernt an die ursprüngliche Bedeutung erinnern: aus den brausenden, ungestümen Bächen des Waldgebirges sind wilde und furchtbare Halbmenschen geworden.“

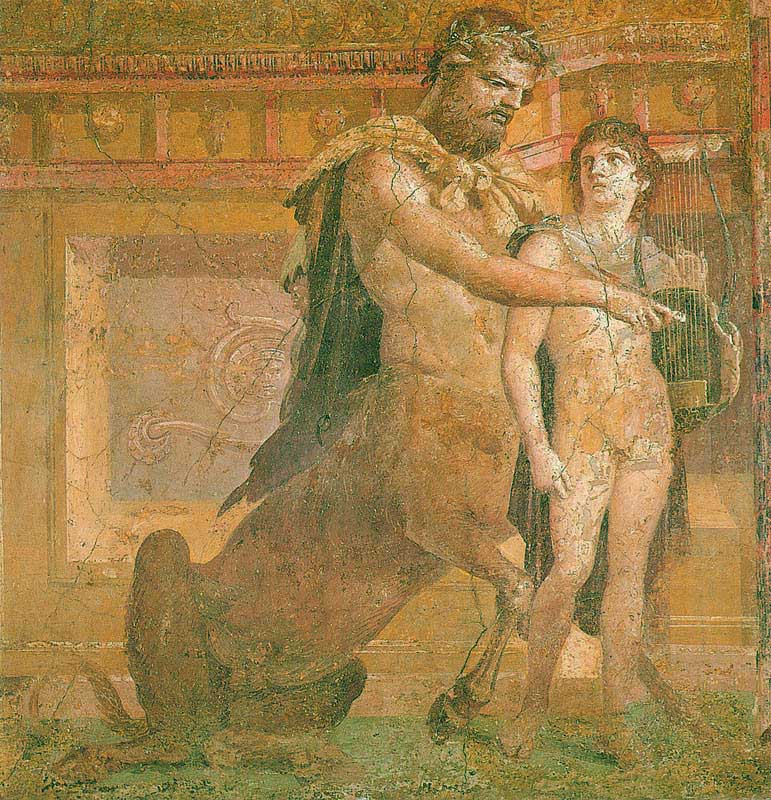
Römisches Fresko, 1. Jh., Cheiron unterrichtet Achilleus.

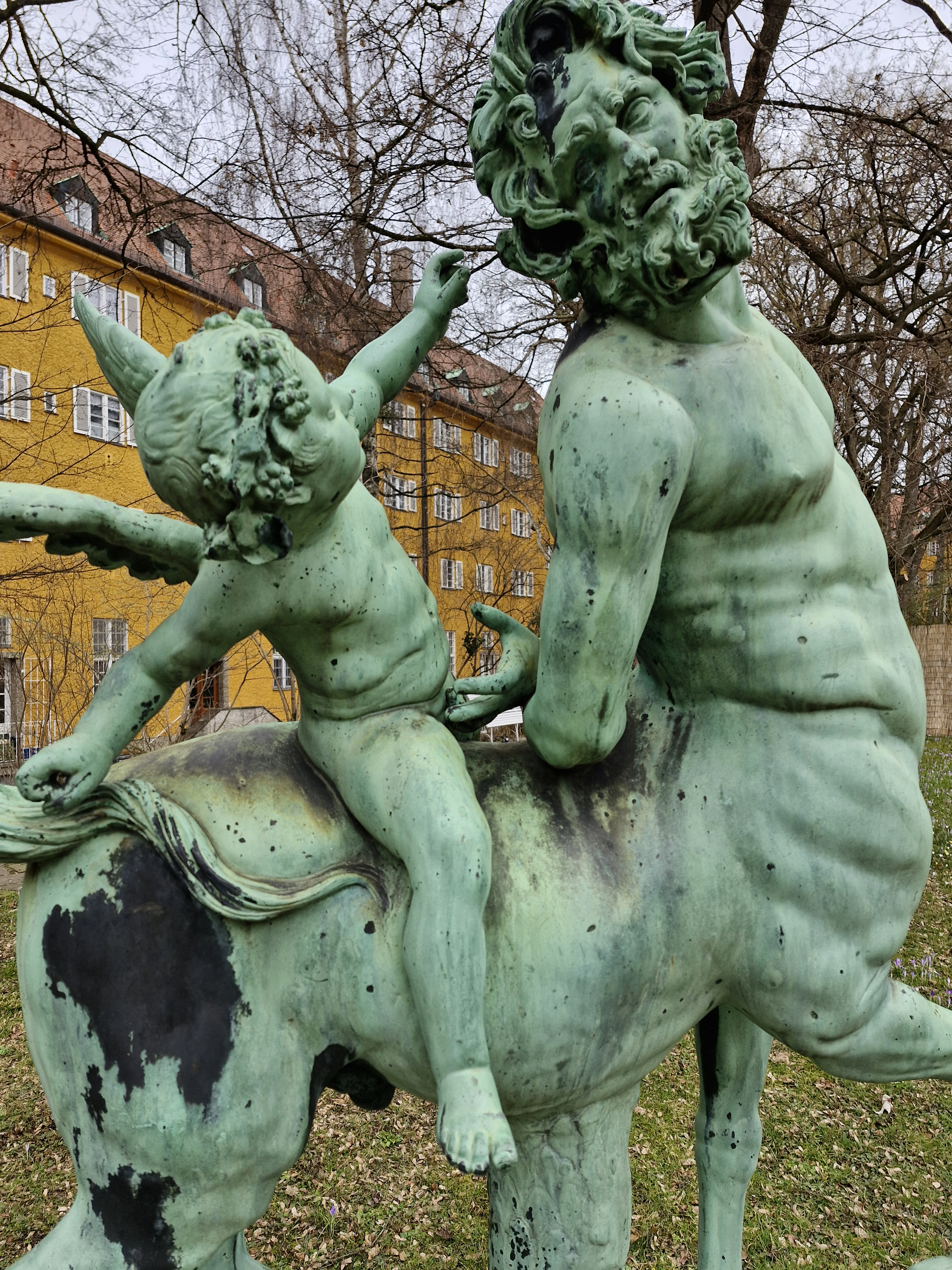
Eros reitet den Zentaur, der nach dessen Genitalien greift.

Vermenschlichte Kentauren sind wild, roh, jagd- und kampfeslustig, sexuell übergriffig und besitzen individuelle Züge, was sich ebenfalls in ihren Namen ausdrückt. Beispiele: Agrios, Amykos, Antimachos, Aphareus, Apheidas, Areos, Arktos, Asbolos, Bianor, Cheiron, Demoleon, Dorylas, Gryneus, Imbreus, Iphinoos, Latreus, Lykabas, Lykidas, Lykos, Melaneus, Mermeros, Mimas, Nedymos, Orneios, Perimedes, Petraios, Phaiokomes, Pholos, Phrixos, Pyrakmos, Pyretos, Pyr(r)os, Ripheus, Styphelos.

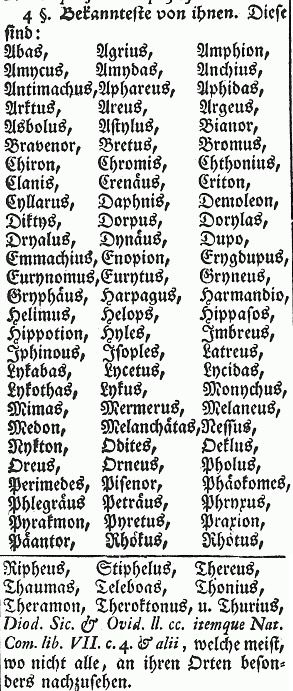
Hederich: Liste der Kentauren (1770)

### Bekannte Kentauren und eine Kentaurin
Einige Kentauren und eine Kentaurin haben große Popularität erlangt. Beispiele: Asbolos, Bianor, Cheiron, der weise und gütige Erzieher vieler griechischer Helden; Elatos, Eurytion, ein thessalischer und arkadischer Kentaur; Hylonome, die einzige Kentaurin; Kyllaros, Nessos, der für den Tod des Herakles verantwortlich ist; Pholos, Thereus.
Kentauren kursiv: zwar von Hederich gelistet, aber sonst unbekannt, siehe Bild, Kentauren-Liste; (Kentauren) in Klammern: abweichende und alternative Namen. ᴷKentauren mit hochgestelltem K nehmen an der Kentauromachie teil, ᴴKentauren mit hochgestelltem H gehören zum herakleischen Sagenkreis, es gibt kaum Überschneidungen zwischen den beiden Gruppen (Ausnahmen: Dupon, Erigdupus, Pholos).
1. ᴷAbas
2. ᴴAgrios
3. ᴴAmphion
4. Amydas
5. ᴷAmykos
6. ᴴAnchios
7. ᴷAntimachos
8. ᴷAphareus
9. ᴷApheidas
10. ᴷAreos
11. ᴴArgeios
12. ᴷArktos
13. ᴷAsbolos
14. ᴷAstylos
15. ᴷBianor
16. Bravenor
17. Bretus
18. ᴷBromos
19. ᴴCheiron,
20. ᴷChromis
21. ᴷChtonios
22. ᴷClanis
23. ᴷCrenaeus
24. Criton
25. ᴴDaphnis
26. ᴷDemoleon
27. ᴷDiktys
28. Dorpus
29. ᴷDorylas
30. ᴷDryalos
31. ᴴDupon
32. Dynaeus
33. ᴷEcheklos (Oïklos)
34. ᴴElatos
35. ᴷElymus (Helimus)
36. Emmachius
37. Enopion
38. ᴷErigdupus
39. ᴷEurynomos
40. ᴴEurytion, arkadisch
41. ᴷEurytion/
Eurytus,
thessalisch
42. Foaly[8]
43. ᴷGryneus
44. Gryphaeus
45. Harmandio
46. Harpagus[9]
47. ᴷHelops
48. ᴷHippasos
49. Hippe[10]
50. ᴴHippotion
51. ᴷHodites (Odites)
52. ᴷHylaeus
53. ᴷHyles
54. ᴷHylonome, Kentaurin
55. ᴷImbreus
56. ᴷIphinoos
57. ᴴIsoples
58. ᴷKyllaros
59. ᴷLamios
60. ᴷLatreus
61. ᴷLykabas
62. Lycetus
63. ᴷLykidas
64. ᴷLykus
65. ᴷLykotas (Lycopes)
66. ᴷMedon
67. ᴷMelaneus
68. ᴷMermeros
69. ᴷMimas (Melanchaites)
70. ᴷMonychos
71. ᴷNedymnus
72. ᴷNessos
73. Nykton
74. ᴷOrneios
75. ᴷOureios (Oreios)
76. Paeantor
77. ᴷPeisenor
78. ᴷPerimedes
79. ᴷPetraeus
80. ᴷPhaeocomes
81. ᴷPhlegraios
82. ᴴPholos
83. ᴴPhrikios
84. ᴴPhrixos
85. Phryxus
86. ᴷPisenor
87. ᴴPylenor (Polenor)
88. Praxion
89. ᴷPyrakmos
90. ᴷPyretos
91. ᴷPyrrhos (Pyros)
92. ᴷRipheus
93. ᴷRhoikos
94. ᴷRhoetus
95. ᴷStyphelos
96. ᴷTeleboas
97. ᴷThaumas
98. Theramon
99. ᴷTherandros
100. ᴷThereus
101. Theroktonus
102. Thonius
103. Thurius

## Darstellung

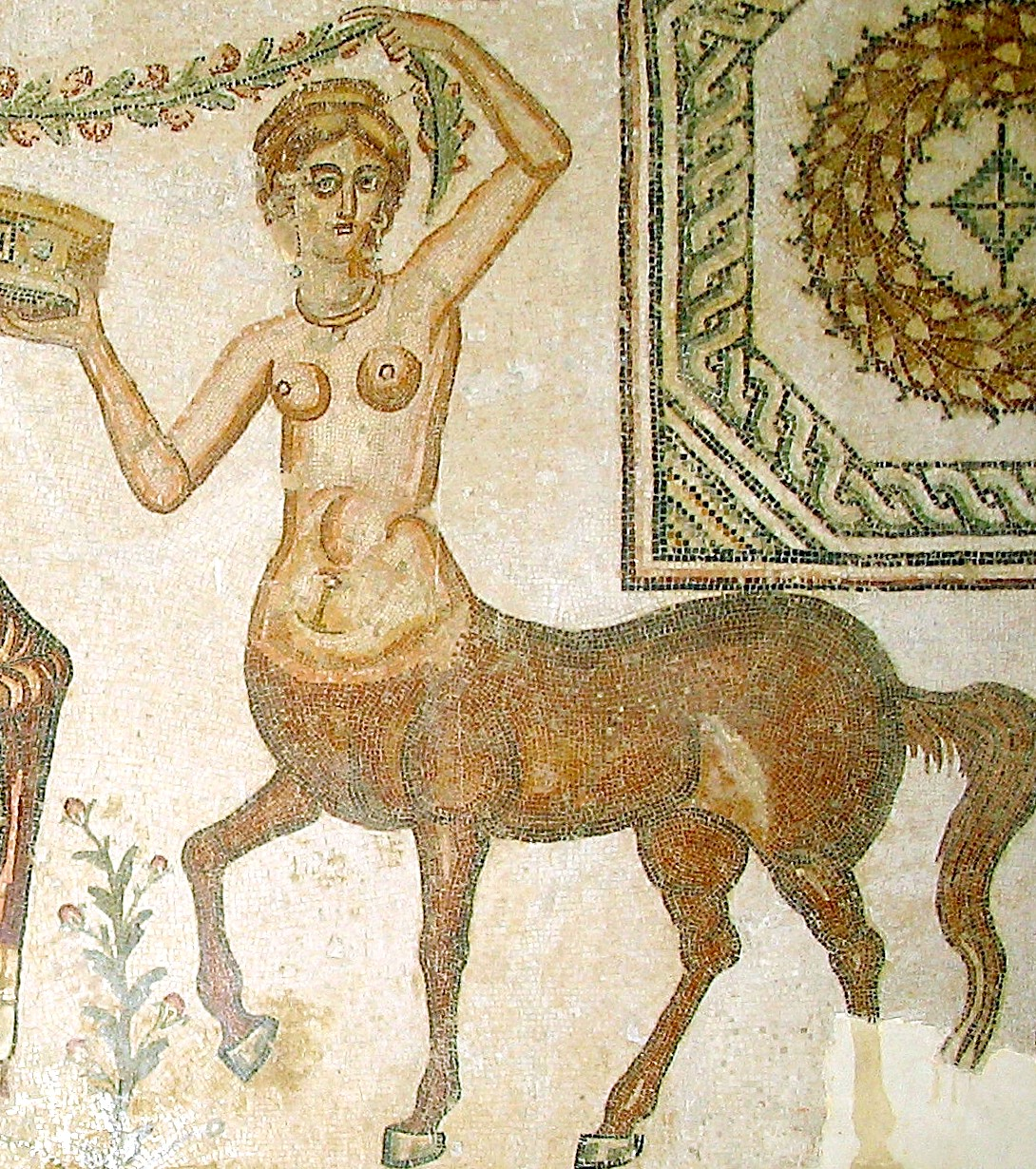
Darstellung eines weiblichen Kentauren (Hylonome), Mosaik im Nationalmuseum von Bardo

Meistens werden diese Mischwesen mit dem Kopf, dem Rumpf und den Armen eines Mannes und dem Körper und den Beinen eines Pferdes dargestellt. Seltener sind dagegen Darstellungen von Kentauren mit menschlichen Vorderfüßen, so z. B. auf dem im Louvre zu besichtigenden Vasenbild Herakles und der Kentaur Pholos (um 550 v. Chr.). Offenbar ist das bestimmende Merkmal eines Kentauren die Ausbildung von sechs Extremitäten: zwei Arme und vier Beine. Kentauren wurden auch magnentes („Große“) genannt. In späthellenistischer Zeit brachte die zeitgenössische Kunst auch weibliche Kentauren hervor, die in krassem Widerspruch zum betont maskulinen Grundcharakter dieser wilden und auch als lüstern geschilderten Wesen stehen. Ein Beispiel für einen weiblichen Kentauren ist Hylonome, Ehefrau des Kentauren Kyllaros (beides Kinder von Ixion und Nephele). Sie ist im Nationalmuseum von Bardo in Tunis auf einem aus dem 2. Jahrhundert n. Chr. stammenden römischen Mosaik zu besichtigen.
Laut Robert von Ranke-Graves wurde die früheste Kentaurendarstellung auf einem Schmuckstück aus Mykene gefunden. In der Darstellung stehen sich Kentauren gegenüber und tanzen. Der Pferdekult, bei dem Männer mit Pferdemasken tanzten, diente dazu, Regen herbeizuführen.

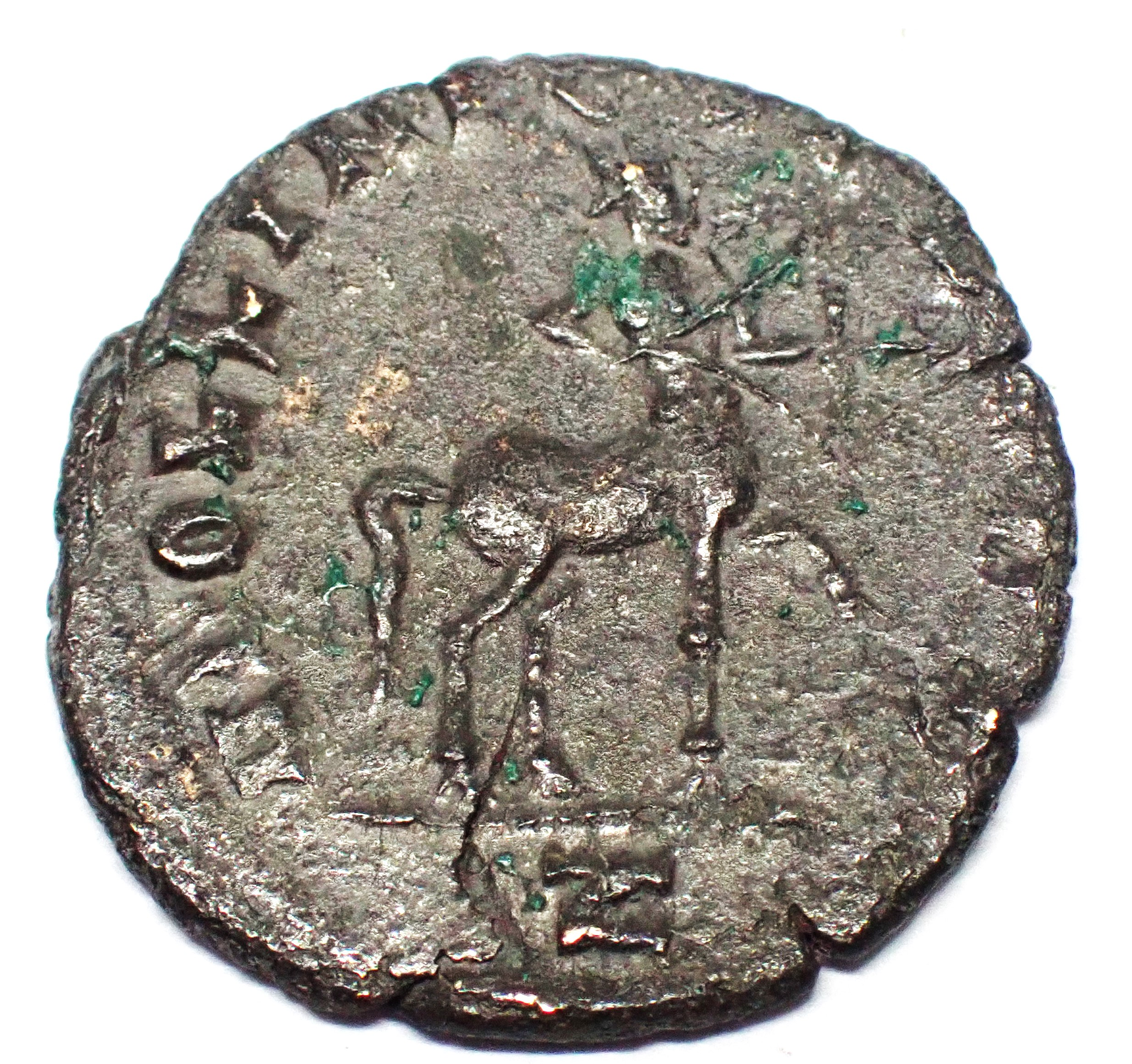
Kentaur auf Rückseite einer Billonmünze des Gallienus

Auch auf den Rückseiten römischer Münzen wurden Kentauren gelegentlich abgebildet.

## Rezeption

### Bildende Kunst
In der Kunst der Spätantike kommen antike Mischwesen nicht vor. Erst in der Romanik erleben sie eine Wiederauferstehung; sie symbolisieren das heidnisch Wilde, Ungezähmte und Sündige. Seit der Gotik verschwinden die bereits von Bernhard von Clairvaux in der um 1125 entstandenen und an Cluny gerichteten Apologia als „lächerliche Mißgeburten“ charakterisierten Kreaturen wieder für Jahrhunderte aus dem Repertoire der Künstler.
Eine neuzeitliche plastische Darstellung eines Kentauren steht auf dem Marktplatz in Frohburg (Sachsen). Die Plastik aus Bronzeguss zeigt einen Kentauren, der mit einem Drachen kämpft. Die Figurengruppe sollte im Zweiten Weltkrieg eingeschmolzen werden, sie wurde jedoch nach Kriegsende zufällig in einem Garten in Leipzig wiedergefunden. Seitdem ziert sie wieder den Brunnen auf dem Frohburger Marktplatz. Aus derselben Epoche stammt der Zentaurenbrunnen in Bremen, der den Kampf mit einer Riesenschlange zeigt.
Die monumentale Marmorgruppe des klassizistischen Künstlers Antonio Canova von 1805–1819 wurde von Napoleon Bonaparte für den Corso in Mailand in Auftrag gegeben. Nach dem Sturz des französischen Kaisers (1815) wurde sie auf Veranlassung Franz’ I. nach Wien gebracht und steht dort heute im Kunsthistorischen Museum.

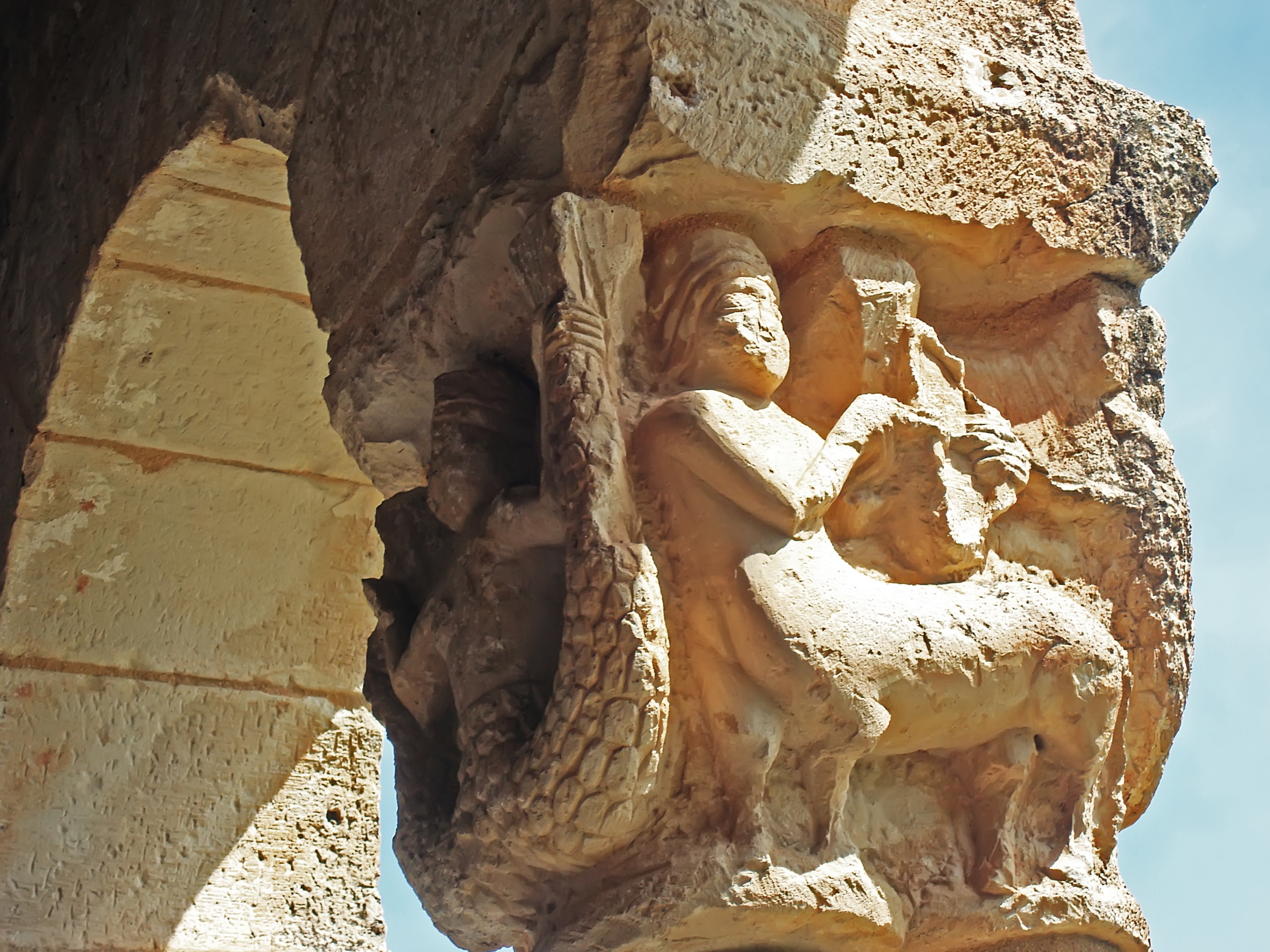
Romanisches Kapitell mit Sirenen und Kentauren, Santiuste de Pedraza, Provinz Segovia, Spanien
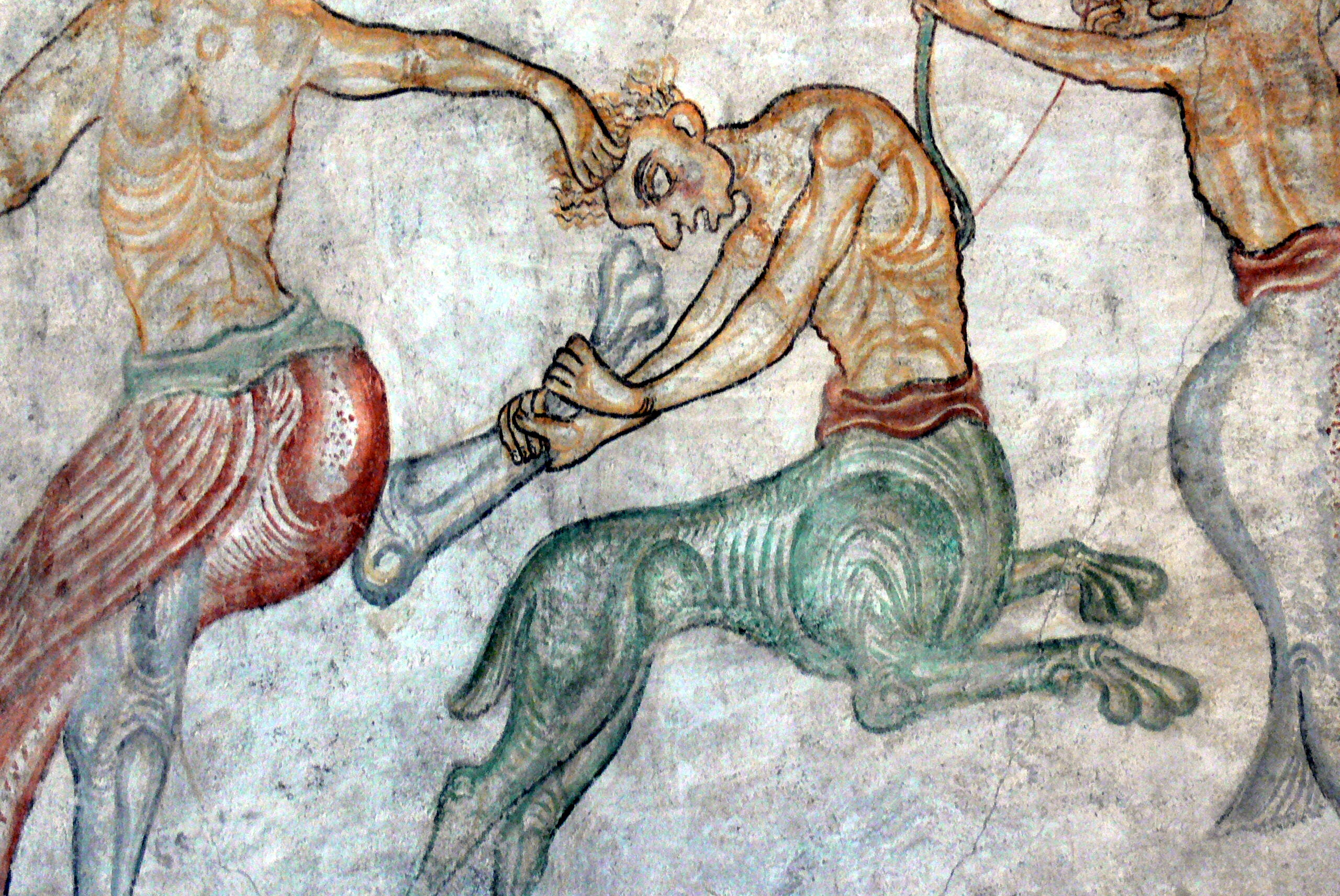
Löwenartiger Kentaur auf einem romanischen Fresko in St. Jakob in Kastelaz, Südtirol
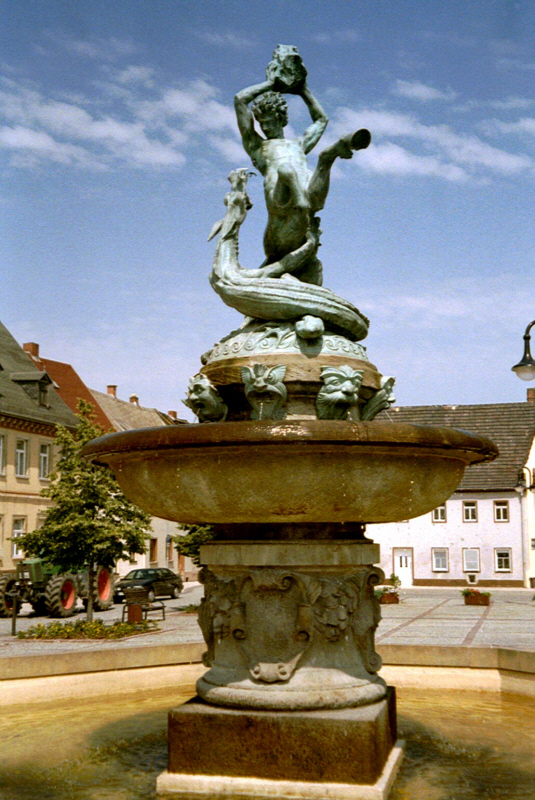
Kampf des Kentauren gegen einen Drachen Barockbrunnen auf dem Marktplatz von Frohburg, 1899
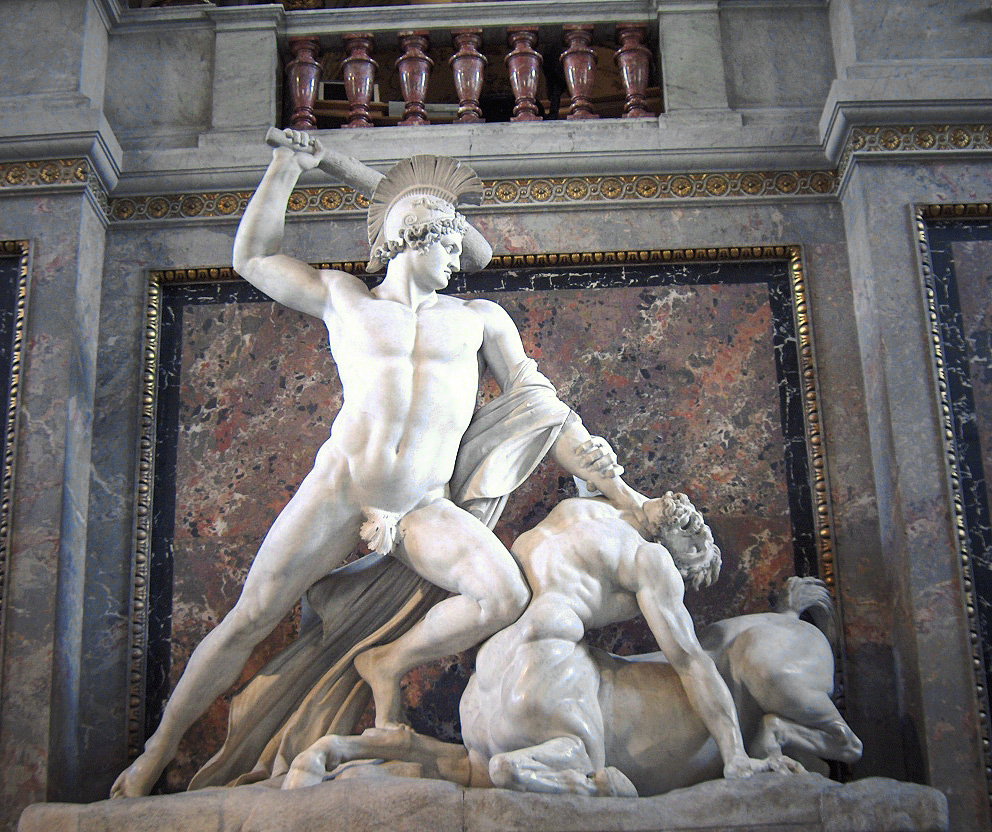
Theseus besiegt den Centauren Antonio Canova, 1805–1819, Kunsthistorisches Museum von Wien
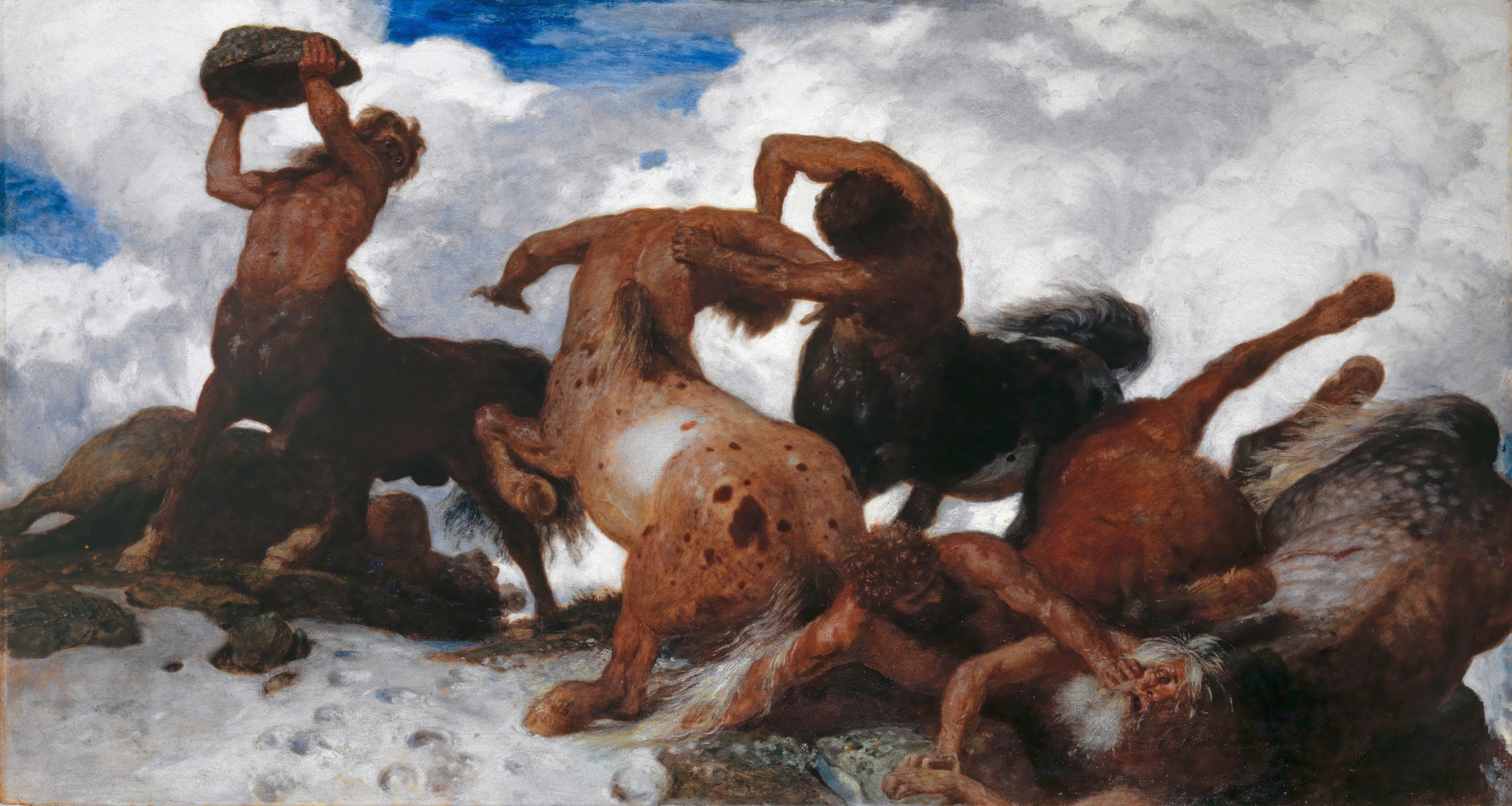
Kampf der Kentauren (Arnold Böcklin, 1873, Kunstmuseum Basel)
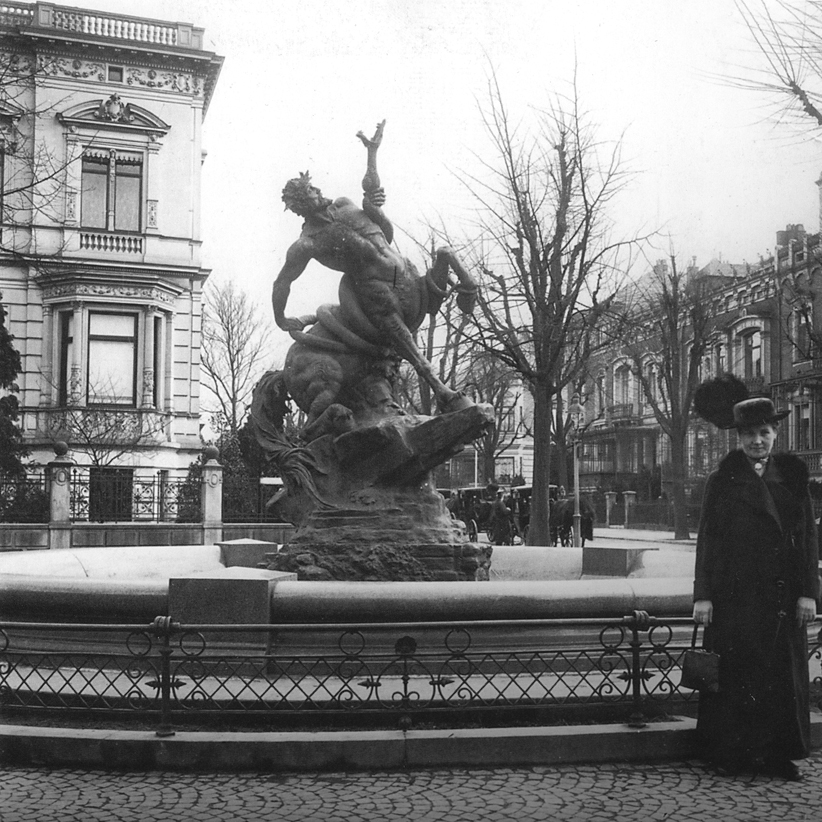
Zentaurenbrunnen von 1891 in Bremen
Centaur in der Dorfschmiede von Arnold Böcklin

### Belletristik

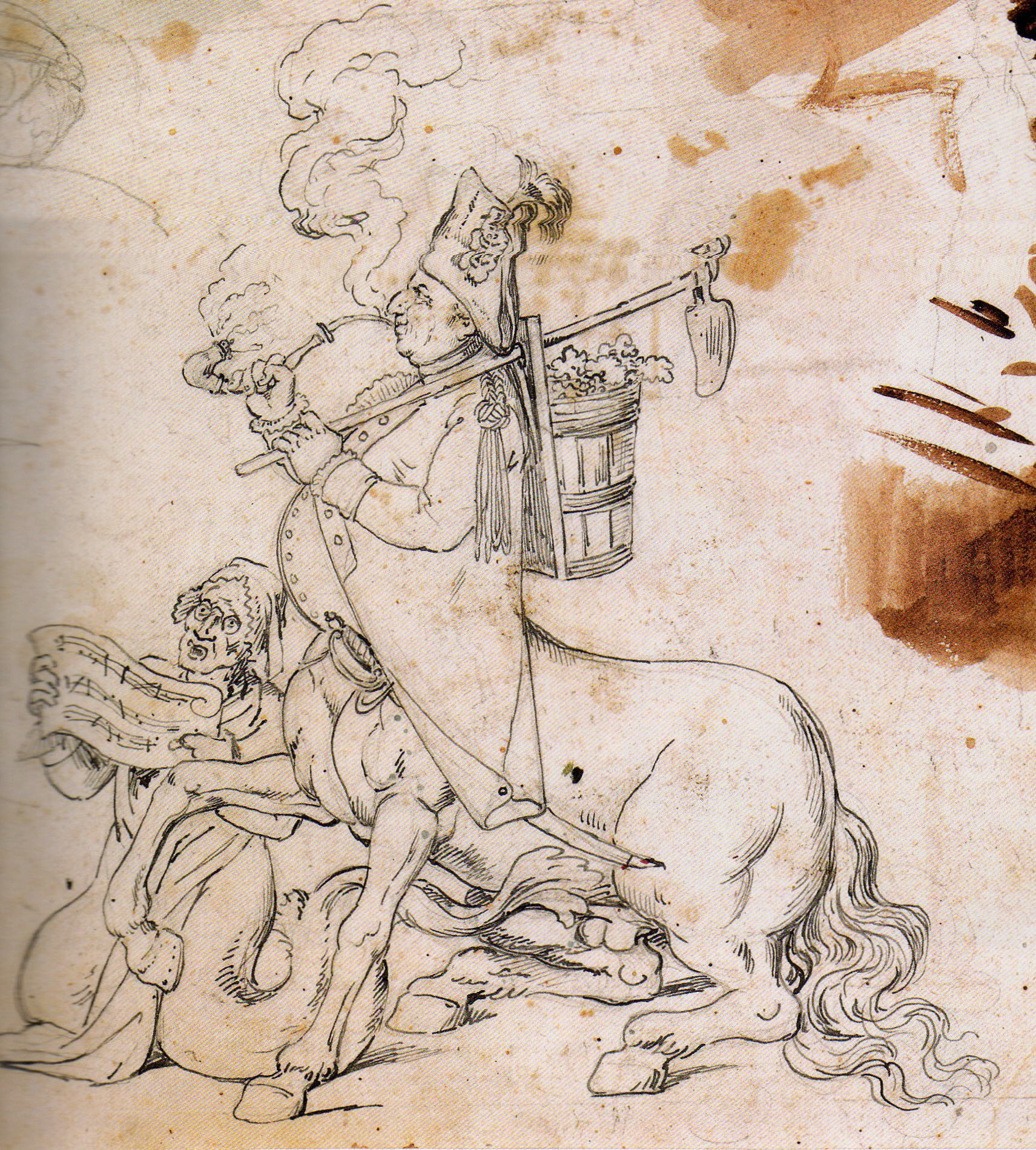
Karikatur auf den Oberaufseher Leutnant Johann Nieß
Joseph Anton Koch, Graphische Sammlung der Staatsgalerie Stuttgart

- In Paul Heyses Der letzte Zentaur erscheint ein solcher auf einem Tiroler Volksfest, nachdem er jahrhundertelang in einem Gletscher eingefroren war. Beim schönen Geschlecht findet er Anklang, bei den Burschen und bei der Geistlichkeit weniger. Am Ende entschwindet er mit einer feschen Kellnerin auf dem Rücken wieder in die Berge. (1860 Der Centaur bzw. 1870 Der letzte Centaur)
- In den Chroniken von Narnia von C. S. Lewis tauchen Kentauren als Teil der Streitmacht unter der Führung des göttlichen Löwen Aslan auf. (1950)
- In der Gäa-Trilogie (1979…1984) von John Varley sind die Titaniden zentaurenähnliche Kreaturen.
- In Michael Endes Die unendliche Geschichte sorgt ein Kentaur namens Caíron dafür, dass das Amulett Auryn dem jungen Atréju übergeben wird. Mit seinem Namen ist dieser Kentaur eine Paraphrase auf den mythologischen Cheiron. (1979)
- In den Romanen der englischen Schriftstellerin Joanne K. Rowling um den Zauberlehrling Harry Potter kommen ebenfalls Kentauren vor, die im Wald um die Zauberschule Hogwarts leben. Hier jedoch werden sie nicht als lüsterne Kreaturen beschrieben, sondern als stolze Mischwesen, welche sogar in der Lage sind, die Sterne zu deuten. Fühlen sie sich in ihrem Stolz verletzt, neigen sie zu jähzorniger Wildheit. (1997)
- In den Fantasy-Büchern zu Percy Jackson von Rick Riordan, welche stark von der griechischen Mythologie beeinflusst werden, leben Kentauren unter anderem im Camp Half-Blood.
- In der Romanserie Artemis Fowl ist der Kentaur Foaly der Technische Leiter der „Zentralen Untergrundpolizei“. (2001)
- In der Romanreihe Die Elfen von Bernhard Hennen gehören Kentauren zu den Albenvölkern und leben in Albenmark. (2004)
- In den Waldsee-Chroniken von Uschi Zietsch gehören die Velerii (Pferdemenschen) zu den mächtigsten Völkern Waldsees. Ihr Schöpfer ist der erste Gott Lúvenor. Zu den bekanntesten Velerii zählen Schneemond und Schattenläufer – die Hüter von Weideling und Muhmen des jugendlichen Protagonisten Rowarn. (2008)
- In Tales of Partholon von Phyllis Christine Cast sind viele der wichtigsten Personen Zentauren. (2011)
- In der seit 1961 herausgegebenen Heftroman-Reihe Perry Rhodan gehören die Kentauren neben den Ur-Neandertalern, den Zyklopen und den wasserbewohnenden Argazaten zu den von Takerern/Cappins künstlich erzeugten Wesen, die vor 51.000 Jahren gegen die „Erste Menschheit“ auf dem fiktiven Kontinent Lemuria kämpften.
- Im Roman Die Gelehrtenrepublik von Arno Schmidt besucht der Ich-Erzähler Charles Henry Winer Menschen, die nach einem Atomkrieg zu Kentauren mutiert sind. (1957)

## Sonstiges
- Die Indianer Mittel- und Südamerikas betrachteten die spanischen Conquistadoren und ihre Pferde eine Zeit lang als Einheit.
- Die Drogeriemarktkette Rossmann trägt einen Kentauren im Firmenlogo.
- Das Logo der Spirituosenmarke Rémy Martin enthält ebenfalls einen Kentauren.
- In Phantasy Star, einem frühen Computer-Rollenspiel, ist Centaur der Name eines der stärksten Gegner der Spieler.[14]
- Im Asterix-Album Obelix auf Kreuzfahrt begegnen die Protagonisten kindlichen Kentauren auf Atlantis.